# Schlacht von Plataiai
Lade – Marathon – Thermopylen – Artemision – Salamis – Plataiai – Mykale – Eurymedon

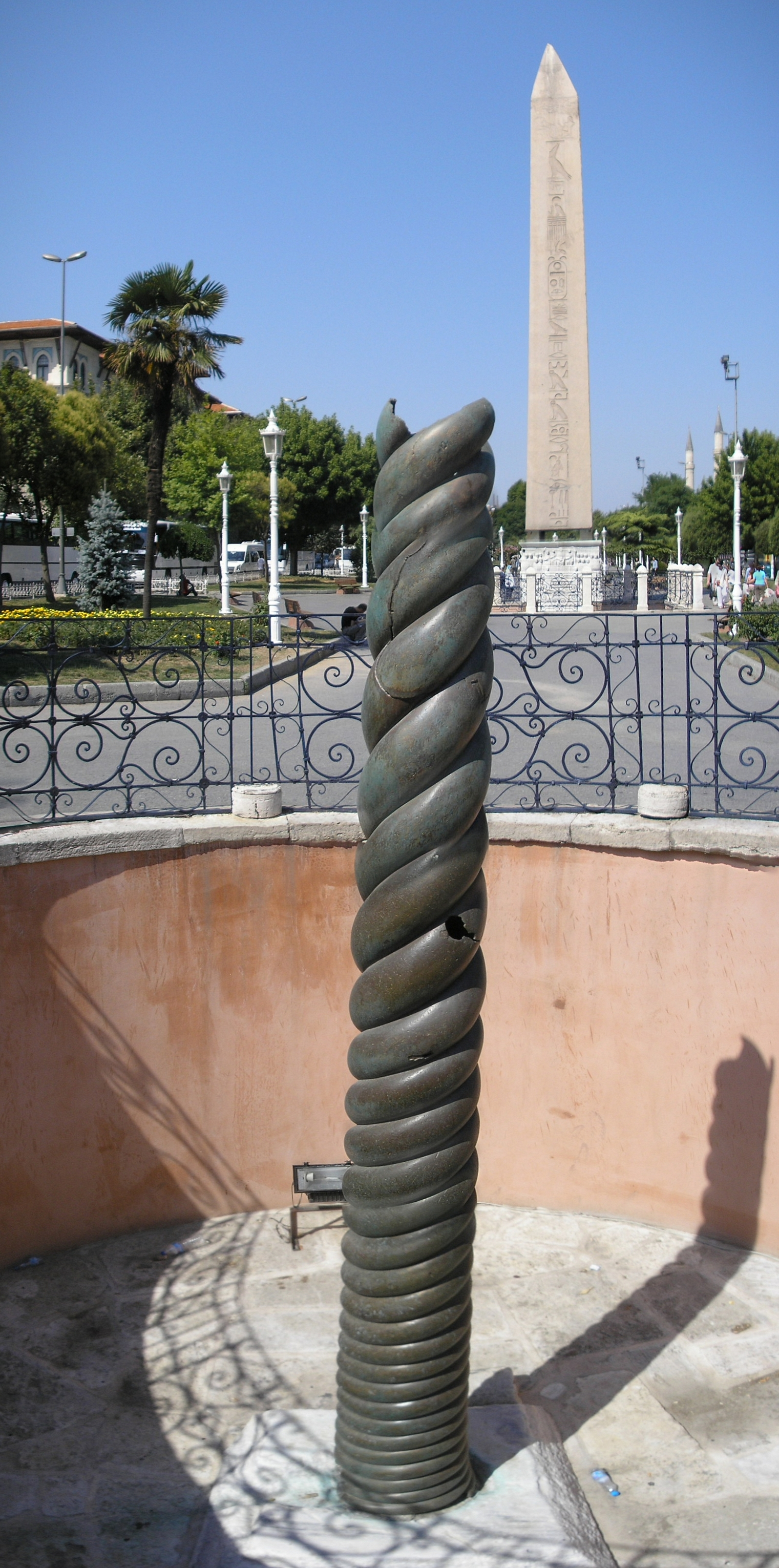
Die von den siegreichen Griechen geweihte Schlangensäule

In der Schlacht bei Plataiai (altgriechisch Μάχη τῶν Πλαταιῶν, lateinisch Proelium Plataeense) in Boiotien besiegten die gegen Persien verbündeten Griechen im Sommer 479 v. Chr. das persische Landheer unter dessen Feldherrn Mardonios. Nachdem die Griechen bereits im Vorjahr die Flotte des persischen Großkönigs bei Salamis vernichtend geschlagen hatten, bedeutete der Sieg bei Plataiai in Boiotien (altgriechisch Πλαταιαί τῆς Βοιωτίας, lateinisch Plataeae Boeotiae) das Ende der persischen Versuche, Griechenland zu erobern.

## Vorgeschichte
Nach der Niederlage in der Seeschlacht von Salamis (480 v. Chr.) kehrte der persische Großkönig Xerxes I. in sein Reich zurück. Seine Flotte befand sich in Auflösung; das weiterhin schlagkräftige Landheer überwinterte jedoch unter der Führung des Mardonios in Thessalien.
Mardonios versuchte zunächst, bestehende Differenzen zwischen Sparta und Athen auszunutzen. Er machte Athen Friedensangebote, um einen Keil zwischen die verbündeten Griechen zu treiben. Da ihm dies nicht gelang, ließ er Athen ein zweites Mal verwüsten.
Nach Aushebung neuer Soldaten und Bündelung aller Kräfte, einschließlich der Ruderer, stellten sich die Griechen zur Landschlacht gegen die Perser.

## Truppenstärke
Die Angaben über die Truppenstärken beider Seiten variieren – wie häufig bei antiken Konflikten – stark. Folgt man Herodot, so führte alleine Sparta 45.000 Mann ins Feld: 5.000 Spartiaten, 5.000 Periöken und 35.000 (leicht bewaffnete) Heloten. Herodot listet detailliert 38.700 Kämpfer in Hoplitenkontingenten aus verschiedenen Poleis auf, davon alleine 8.000 Hopliten aus Athen unter Aristeides. Insgesamt verzeichnet Herodot über 100.000 Kämpfer auf griechischer Seite, was in der neueren Forschung als durchaus möglich angesehen wird. Die traditionelle deutsche Forschung des frühen 20. Jahrhunderts geht dagegen von ca. 40.000 Griechen, darunter 5.000 Spartiaten, aus. Bei den Griechen bildete die Hoplitenphalanx der Spartaner und Athener die Hauptstreitmacht; hinzu kamen Truppenkontingente vieler Stadtstaaten, zum Beispiel der Tegäer, Platäer, Korinther, Megarer und Ägineten.
Die Angaben Herodots für die persische Seite von ca. 300.000 Mann werden allgemein mit Skepsis betrachtet, wobei die neuere internationale Forschung meist ebenfalls von Zahlen um die 100.000 Mann ausgeht. So schätzt der Historiker Peter Conolly anhand der von Herodot beschriebenen Lagergröße der Perser, einem Quadrat von 10 Stadien Seitenlänge (etwa 1.800 m), die persische Armee auf ca. 120.000 Mann. Andere moderne internationale Schätzungen bewegen sich zwischen 70.000 und über 250.000 Kämpfern. Die Truppen des Mardonios umfassten Kontingente aus allen Teilen des persischen Reiches. Herodot zählt Perser, Meder, Inder, Saken, Baktrer, Phryger, Thraker, Mysier, Paionier, Ägypter und Äthiopier auf. Dazu kamen zahlreiche Kontingente aus mit dem Perserreich verbündeten Poleis: Kämpfer aus Megara, Boiotien, der Lokris, der Malia, Thessalien und der Phokis sowie Makedonen unter Alexander I. Die Perser, angeführt von Artabazos, stellten die Kerntruppen der Bogenschützen und der Reiterei. Wegen ihrer Wendigkeit und Geschwindigkeit wurden sie an kritischen Punkten in der Schlacht eingesetzt.

## Aufmarsch und Schlachtordnung
Die griechische Armee marschierte vom Isthmus von Korinth, wo sie sich gesammelt hatte, nicht direkt auf den bei Athen stehenden Mardonios, sondern nach Norden in den feindesleeren Raum im Rücken der Perser. Auf diese Bedrohung seiner Nachschublinien reagierte Mardonios mit einem Rückzug auf das verbündete Theben. Das persische Heer erreichte Boiotien vor dem griechischen und lagerte in der Parasopia am Nordufer des Aesopos in einem quadratischen Lager von 1.800 m Seitenlänge. Die Griechen unter Führung des Spartiaten Pausanias bezogen südlich davon auf einer Hügelkette am Südufer der Aesopos Stellung, mehrere Kilometer nördlich des zerstörten Plataiai. Die in Sichtweite stehenden Heere stellten sich zunächst tagelang zur Schlacht auf, ohne dass eine Seite den ersten Schritt machte. Dabei überliefert Herodot eine Schlachtordnung nach jeweils einander gegenüberstehenden Kontingenten:
Auf dem äußersten rechten Flügel der nordwärts gewandten griechischen Front, dem traditionellen Stoßflügel einer Phalanx, standen die Spartaner und Tegäer. Ihnen gegenüber platzierte Mardonios das persische Kontingent. Nach links (nach Westen) folgten auf griechischer Seite Korinth und einige kleinere Poleis, ihnen gegenüber die Meder. Daran schlossen sich kleinere peloponnesische Poleis an, denen die Baktrer gegenüberstanden. Das indische Kontingent der Perser war vor allem mit Poleis aus Euböa konfrontiert. Kleineren Poleis aus West- und Südgriechenland gegenüber waren die Saken aufgestellt. Am linken Flügel schließlich standen die Athener unter Aristeides den griechischen Hopliten auf persischer Seite sowie den Makedonen gegenüber. Diese Disposition sollte sich bei der späteren Schlacht nur teilweise erhalten.

## Stellungskrieg und Schlacht
Da ein Vorrücken auf die persische Position durch die Ebene des Aesopos die Flanken der Phalanx der weit überlegenen persischen Kavallerie exponiert hätte, zögerten sie 11 Tage, in die Offensive überzugehen. Bereits seit dem 8. Tag griffen persische Kavallerieeinheiten die griechischen Versorgungslinien an. Erst als persische Kavallerie nach Umgehung der griechischen Position die Gargaphische Quelle, die einzige Wasserversorgung des griechischen Heeres unbenutzbar gemacht hatte, planten die Griechen ein nächtliches Zurückweichen bis an Wasserläufe unmittelbar nördlich von Plataiai.
Die Durchführung des Rückzugs entwickelte sich allerdings zu einem großen Durcheinander, bei dem sich die griechischen Kontingente aus dem Zentrum auf nicht vereinbarte Positionen bis unter die Mauern Plataiais zurückzogen. Bei den Spartanern und ihren engsten Verbündeten, den Tegäern, verzögerte sich der Rückzug so lange, dass sie bei Morgengrauen alleine dem feindlichen Heer gegenüber standen, woraufhin Mardonios die persischen Kontingente zum Angriff übergehen ließ. Das athenische Kontingent auf dem anderen Flügel führte in der Nacht scheinbar eigenwillige Manöver aus. Am Morgen konnte es den auf dem rechten Flügel angegriffenen Spartanern nicht zu Hilfe eilen, sondern geriet in Kämpfe mit der persisch-griechischen Phalanx. Die zunächst durch Kavallerie und Pfeilbeschuss bedrängten Peloponnesier auf dem rechten Flügel gingen schließlich zu einem Sturmangriff über, der die persischen Reihen zurückdrängte und, nachdem Mardonios durch einen Steinwurf getötet worden war, endlich zur Flucht trieb. Das führerlose persische Heer floh zurück in sein befestigtes Lager, aber die Griechen eroberten auch dieses mitsamt des Trosses.
In der Schilderung des Schlachtverlaufes, so Hans Delbrück, lassen sich allerdings Legende und Wahrheit schwer trennen.

## Folgen
Mardonios, drei Söhne des Dareios I. und viele Mitglieder der persischen Elite fielen im Kampf, die restlichen persischen Truppen flohen. Dabei konnte Artabazos sein Kontingent, mit dem er sich zuvor nicht am Kampf beteiligt hatte, zunächst noch geschlossen Richtung Thessalien führen.
Mit der vollständigen persischen Niederlage war die Invasion Griechenlands endgültig abgewehrt. Mit dem kurz darauf errungenen Sieg gegen die persische Flotte bei Mykale war auch die letzte Bedrohung beseitigt. Die Griechenstädte an der kleinasiatischen Küste lösten sich aus der persischen Oberherrschaft und traten dem von Athen 477 v. Chr. gegründeten Attischen Seebund bei. Die Zeit relativen Friedens, die dem Sieg bei Plataiai folgte, gilt als Blütezeit des klassischen Griechenland. Zur Feier des entscheidenden Sieges fanden danach alle fünf Jahre die Freiheitsspiele (Eleuthería, Ἐλευθερία) statt.